# Aimé Perpillou
Aimé Perpillou est un géographe français, né le 24 janvier 1902 à Glanges (Haute-Vienne) et mort à Paris le 12 mai 1976.

## Biographie
Élève de l'école normale supérieure (promotion 1923), il obtient l'agrégation d'histoire-géographie en 1927. Il enseigne d'abord au lycée Gay-Lussac de Limoges de 1928 à 1930, puis à l'École navale de Brest de 1930 à 1939. Après avoir soutenu une thèse de géographie physique sur le Limousin en 1940, et poursuivi ses enseignements au lycée Henri-IV à Paris, il entreprend une carrière universitaire et devient maître de conférences à Lille, puis professeur à la Sorbonne et à HEC.
Il occupe plusieurs fonctions au sein des sociétés savantes de géographie : il est secrétaire général de la Société de géographie en 1947 et en devient président en 1975, et occupe le poste de secrétaire général du Comité national de géographie de 1952 à 1960.
Il est le gendre du géographe Albert Demangeon (1872-1940). Les archives scientifiques et privées d'Aimé Perpillou et Albert Demangeon sont conservées par la Bibliothèque Mazarine, depuis un don de la famille en 1979.